# L'ora del dragone
L'ora del dragone (The Hour of the Dragon), intitolato in alcune edizioni Conan il Conquistatore (Conan the Conqueror) è un romanzo heroic fantasy dello scrittore statunitense Robert E. Howard con protagonista Conan il barbaro. 
Il romanzo apparve per la prima volta a puntate sul pulp magazine Weird Tales dal dicembre 1935 all'aprile 1936 e fu pubblicato per la prima volta in volume da Gnome Press nel 1950, con il titolo di Conan il conquistatore (Conan the Conqueror), titolo conservato per tutte le edizioni successive fino al 1977: in quell'anno la ristampa Berkley/Putnam ripristinò il titolo originale e ripulì il testo dalle revisioni editoriali stratificatesi negli anni, restaurando lo scritto originale di Howard. 

## Storia editoriale
L'ora del dragone è l'unico romanzo di Conan scritto da Howard ed è considerato da molti come uno dei suoi migliori lavori. Il romanzo venne composto per l'editore britannico Dennis Archer, a cui venne inviato nel maggio 1934: nel 1933 Archer aveva rifiutato una raccolta di racconti di Howard ma si era detto interessato a un romanzo, tuttavia la sua compagnia fallì prima di pubblicarlo.
Howard decise pertanto di vendere l'opera alla rivista Weird Tales, come già aveva fatto per i precedenti racconti di Conan, e il magazine lo pubblicò in cinque puntate sui numeri da dicembre 1935 ad aprile 1936 (con il capitolo 20 stampato erroneamente come capitolo 21). Quattordici anni dopo la casa editrice Gnome Press acquisì i diritti per ristampare in volume il ciclo di Conan e affidò la curatela del progetto al romanziere L. Sprague de Camp, importante autore della rivista Unknown concorrente di Weird Tales; il primo volume della collana fu appunto L'ora del dragone, stampato in copertina rigida nel 1950 con il nuovo titolo di Conan il conquistatore (Conan the Conqueror), e ad esso fecero seguito quattro raccolte di testi brevi, organizzate secondo una cronologia interna ipotizzata da de Camp stesso (Howard aveva composto la serie in ordine anacronico). Circa un decennio dopo i diritti sul materiale passarono a Lancer Books e de Camp fu incaricato di espandere il ciclo di Conan con nuovi racconti e romanzi "apocrifi", fino a comporre una serie di dodici volumi; l'edizione Lancer Books di Conan il conquistatore apparve quindi nel 1967 e rappresenta il nono tomo della dodecalogia di de Camp.
Nel 1977 il romanzo fu ripubblicato da Berkley/Putnam in un'edizione curata da Karl Edward Wagner, il quale ripristinò il titolo e il testo originali di Howard rimuovendo tutte le interpolazioni di de Camp. Il testo restaurato da Wagner sarebbe stato riproposto nel 1989 con illustrazioni di Ezra Tucker da Donald M. Grant Publisher (come parte di una collana di racconti howardiani illustrati) e più di recente nelle antologie The Essential Conan (1998), Conan Chronicles Volume 2: The Hour of the Dragon (2001) e Conan of Cimmeria: Volume Two (1934) (Del Rey, 2005).
Il romanzo è stato tradotto in giapponese, italiano, finlandese, francese, tedesco, svedese, ceco, russo, singalese e spagnolo. In particolare, la prima traduzione italiana con il titolo di Conan il conquistatore fu condotta sull'edizione Lancer e apparve nel 1972 nella collana Arcano di Editrice Nord; tale linea poco dopo fu di fatto rilanciata con il nome di Fantacollana e in essa apparve anche il resto della dodecalogia. Il romanzo è stato riproposto dallo stesso editore entro il volume omnibus di grande formato Il Regno di Conan il Grande della linea Grandi Opere Nord nel 1989, e poi nell'omnibus in brossura tascabile Il Regno di Conan della linea Tascabili Super Omnibus nel 1994. È anche stato tradotto con il titolo di L'ora di Conan in Oscar Fantasy di Arnoldo Mondadori Editore (1992) e con il titolo originale di L'Ora del Dragone ne Il Fantastico Economico Classico di Newton Compton Editori (1994). La prima ristampa italiana in un volume comprendente solo il ciclo originale di Howard (e non anche gli apocrifi di de Camp) è stata in Conan il Barbaro, pubblicato entro i Grandi Tascabili Contemporanei di Newton Compton Editori (2011).

## Trama
La vicenda è un pastiche di elementi estrapolati dai precedenti episodi del ciclo di Conan e in particolare riprende nel suo incipit il racconto "La cittadella scarlatta" ("The Scarlet Citadel"), espandendolo con alcuni contenuti di "La fenice sulla lama" ("The Phoenix on the Sword"): ormai quarantenne, l'ex mercenario Conan ha conquistato il trono del regno di Aquilonia, ma il suo rivale re Tarascus di Nemedia resuscita con la necromanzia il leggendario stregone Xaltotun e lo incarica di sconfiggere con la magia le armate aquiloniane; Conan viene quindi preso prigioniero e condotto in un carcere infestato da mostri, mentre il collaborazionista aquiloniano Valerius si insedia sul trono per conto di Tarascus. Se però ne "La cittadella scarlatta" (in cui i tre antagonisti erano re Amalrus di Ophir, re Strabonus di Koth, e il negromante Tsotha-lanti) Conan si allea a sua volta con il mago Pelias e ritorna in patria giusto in tempo per guidare una sommossa contro l'esercito occupante, ne L'ora del dragone egli è liberato dall'umile schiava Zenobia e dalla fattucchiera Zelata e ritrova il cuore del suo regno ormai saldamente nelle mani nemiche. Il re deposto, di conseguenza, incarica i propri fedeli di tenere le poche piazzeforti rimaste e si mette personalmente alla ricerca del Cuore di Ahriman, un antichissimo artefatto magico che, secondo i seguaci del dio benigno Asura, può sconfiggere la magia nera di Xaltotun (analogamente al sigillo della fenice noto al saggio Epemitreus in "La fenice sulla lama"). Nel frattempo fra i nemici di Conan si apre una grave frattura: Tarascus, Valerius e i loro gregari mirano a stabilizzare l'Aquilonia e arricchirsi grazie alla propria conquista, mentre Xaltotun li sta manipolando per restaurare l'antico impero di Acheron, di cui era stato sovrano millenni prima (e questa sotto-trama intreccia il conflitto fra i cospiratori aquiloniani di "La fenice sulla lama" con il tema centrale di "Colosso nero"). 
Dopo un lungo viaggio che lo conduce attraverso buona parte del mondo conosciuto, dal paese costiero di Zingara fino al tenebroso regno di Stygia, Conan si appropria del Cuore di Ahriman e torna in patria alla testa dei filibustieri che aveva capeggiato in gioventù (periodo descritto ad esempio in "La regina della Costa Nera"); ne consegue una grande battaglia campale in cui la magia bianca degli Aquiloniani distrugge Xaltotun e le forze della Nemedia vengono mandate in rotta; Conan riconquista quindi la propria corona e fa liberare Zenobia per renderla la sua regina.

## Critica
Nella sua recensione dell'edizione Gnome Press Groff Conklin scrisse che il romanzo presentava dei «meriti reali» come opera di narrativa fantastica, ma definì la prosa di Howard «solo media e piena di retorica»; raccomandava il libro a «coloro cui piace accomodarsi e leggere con la mente chiusa». L. Sprague de Camp, invece, riconobbe che Howard era «uno scrittore-quasi-buono … con alcune particolarità limitanti» e lodò il romanzo come «una combinazione sanguinaria di stregoneria, furfanteria e duelli di spada».

## Opere derivate
La storia è stata adattata da Roy Thomas Gil Kane e John Buscema per le collane di fumetti Marvel in Giant Size Conan nn. 1-4 e The Savage Sword of Conan n.8 e 10. Originariamente la storia avrebbe dovuto essere pubblicata interamente a colori su Giant Size Conan, ma in seguito alla sua chiusura con il numero 4, venne conclusa su Savage Sword of Conan.
Esistono diverse edizioni amatoriali in audiolibro e una professionale con il titolo The Bloody Crown of Conan (originariamente della Trantor, 2009, ora disponibile tramite Audible).
Il film Kull il conquistatore (Kull the conqueror, 1997) di John Nicolella è liberamente basato su questa storia mantenendo la premessa dei cospiratori che pianificano di spodestare il protagonista con l'aiuto di un redivivo stregone, ma sostituendo Kull a Conan.
Le prime storie della collana Conan the Conqueror della Dark Horse sono un adattamento de L'ora del Dragone